# Lenoir City
Lenoir City – miasto w Stanach Zjednoczonych, w stanie Tennessee, w hrabstwie Loudon.